# Oktavijev portik

Oktavijev portik ali Porticus Octaviae (italijansko Portico di Ottavia) je starodavna zgradba v Rimu. Kolonadni prehodi portika je zaprl tempelj Jupitra Statorja in Junone Regine ter knjižnico. Struktura je bila uporabljena kot ribja tržnica v srednjem veku in vse do konca 19. stoletja.

## Zgodovina
Strukturo je zgradil Avgust v imenu svoje sestre, Oktavije mlajše, nekje po letu 27 pr. n. št. , namesto Porticus Metelli. Kolonadni prehodi portika so ob tem obkrožile tempelj Jupitra Statorja in Junone Regine. Zgorel je v leta 80 n. št. in bil obnovljen, verjetno s strani Domicijana, in spet po drugem požaru leta 203 ga je obnovil Septimij Sever in za njim Karakala. Okrašen je bil s tujim marmorjem in je vseboval številna znana umetniška dela, našteta v Plinijevi Naravni zgodovini . Strukturo je poškodoval potres leta 442, ko sta bila dva uničena stebra nadomeščena z nadstreškom, ki še stoji. Cerkev Sant'Angela v Pescherii je bila zgrajena na ruševinah okrog leta 770.
Poleg že obstoječih templjev je bila v ograjenem prostoru postavljena knjižnica, ki jo je postavila Oktavija v spomin na svojega sina Marka Klavdija Marcela, kurijo Octaviae in scholae (montažna dvorana in učilnice). Ali so to različni deli ene stavbe ali popolnoma različne strukture, je negotovo. Kurija je bila verjetno mesto sestankov senata . Plinij starejši kot celoto omenja kot Octaviae opera. 
Portik je bil uporabljen kot ribja tržnica od srednjega veka in vse do konca 19. stoletja. Ta vloga se spominja v imenu prizidane cerkve Sant'Angela v Pescherii ('Sveti angel na ribji tržnici').
Stavba, ki leži v rione Sant'Angelo, predstavlja središče rimskega geta. Rimski geto je bil judovski geto, ustanovljen leta 1555 v Rione Sant'Angelo, v Rimu, v Italiji, na območju, ki ga obdaja današnja Via del Portico d'Ottavia, Lungotevere dei Cenci, Via del Progresso in Via di Santa Maria del Pianto, blizu reke Tibere in Marcelijevega gledališča. Z izjemo kratkih obdobij pod Napoleonom od leta 1808 do 1815 in pod rimskimi republikami 1798-99 in 1849 je rimski geto nadzoroval papež do zajetja Rima leta 1870. 